# The Queen Is Dead: A Classic Album Under Review
The Queen Is Dead: A Classic Album Under Review è un documentario sulla band inglese The Smiths, prodotto dalla Chrome Dreams e pubblicato il 10 giugno del 2008.
Fa parte di una serie documentari che si propone di analizzare alcuni album fondamentali per la storia della musica rock contemporanea come, ad esempio, In Utero dei Nirvana, OK Computer dei Radiohead, Back in Black degli AC/DC, Physical Graffiti dei Led Zeppelin e molti altri.
Presentato come un esame visivo del disco, il film  The Queen Is Dead: A Classic Album Under Review analizza l'album degli Smiths traccia per traccia, con il contributo di rari filmati della band, delle registrazioni in studio e dal vivo dei brani, di un backstage con il produttore del disco Stephen Street e di interviste con critici, collaboratori e membri del gruppo, tra cui: Craig Gannon (il cosiddetto quinto Smiths), Tony Wilson (cofondatore della Factory Records), Grant Showbiz (tour manager della band), Johnny Rogan, Len Browne, Brett Anderson (voce dei Suede) ed altri.
Il documentario descrive anche il rapporto della band con l'etichetta (la Rough Trade), al momento dell'uscita dell'album: dalle divergenze d'opinione sulla strategia di promozione del disco all'eventualità, da parte del gruppo stesso, di sciogliere l'accordo e firmare per una major.